# 전진한
전진한(錢鎭漢, 1901년 11월 5일 ~ 1972년 4월 20일, 경북 상주)은 한국의 독립운동가, 노동운동가, 정치인이다. 대한민국의 초대 사회부 장관을 역임하였으며 장건상, 김성숙, 유림 등과 함께 1949년 독립노동당을 조직하였다. 본관은 문경(聞慶)이며 호는 우촌(牛村)이다.

## 약력
- 도쿄 순천중학교졸업

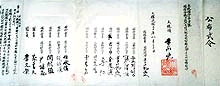
1948년 8월 30일 공표된 대한민국 대통령령 제1호
대통령 이승만의 수결 서명 왼쪽 여섯번째 줄, 각료명단 맨 오른쪽에서 네번째에 전진한의 자필 서명이 보인다.)

- 일본 와세다 대학교 부속제1고등학원 문과 수업
- 일본 와세다 대학교 정치경제학부 경제과 졸업
- 전국협동조합총본부위원장
- 대한독립촉성국민회 전국청년총연맹조직위원장
- 대한독립노동총연맹위원장
- 33인민족대표단원
- 초대 대한노총위원장
- 노농당당수, 민정당최고위원
- 1948년 5월 10일 : 제헌 국회의원(경북 상주을)
- 초대 사회부장관
- 대한노총 대표로 제3대 정부통령 선거에 부통령 후보로 입후보하였으나, 30만 1천표를 얻고 6위로 낙선하였다.
- 1952년 자유당에 참가
- 1954년 자유당 탈당
- 민중당 지도위원 및 운영위원
- 1963년 8월 1일 서울 시민회관에서 국민의 당 창당발기인대회를 가졌을 때 참석하였다.[1] 이날 대회는 민정당 대표위원 김병로, 신정당 위원장 허정, 민우당 고문 이범석을 당 공동대표로, 김도연, 이응준, 이인, 안호상, 전진한을 당 지도위원에 선출했다.[1]
- 1969년 국민훈장 무궁화장 수여

## 대중문화 작품
- 김상순 - 1981년 (제1공화국) MBC 드라마
- 이종구 - 2003년 (야인시대) SBS 드라마

## 관련 서적
- 박용만, 경무대 비화
- 강준만, 한국현대사산책:1940년대편1 (인물과사상사, 2006)
- 강준만, 한국현대사산책:1940년대편2 (인물과사상사, 2006)
- 강준만, 한국현대사산책:1950년대편1 (인물과사상사, 2006)
- 홍우출판사, 정계야화 (전2권) (홍우출판사, 1966)

## 역대 선거 결과
|  | 75.44% |

|  | 20.91% |

|  | 34.00% |

|  | 4.2% |

|  | 38.00% |

|  | 15.52% |

|  | 25.50% |

|  | 39.2% |

|  | 50.20% |

|  | 2.09% |

|  | 2.93% |